# Roddergrube 43...59
Die elektrischen Tagebaulokomotiven Roddergrube 43...59 wurden bei BBC 1928 in sechs Exemplaren gefertigt.
Die Lokomotiven wurden von BBC gebaut, der Mechanikhersteller ist nicht bekannt. Sie wurden von der Braunkohlen- und Brikett-Industrie AG Heidelberg für die Gewerkschaft Gustav in Dettingen bestellt. In den 1930er Jahren gelangten sie in das Rheinische Braunkohlerevier zur Gewerkschaft Roddergrube. Sie bekamen die Betriebsnummern 43, 55, 57, 58 und 59. Bei einer Lokomotive ist die erste Bezeichnung nicht sicher. Von Rheinbraun wurden sie als 1021–1022 sowie als 1081–1084 bezeichnet. Sie waren bis 1965 im Rheinischen Braunkohlenrevier im Einsatz. Danach gingen die Lokomotiven BBC 5082 und 5084 zu der Heidelberger Zement AG und versahen dort mit mehreren Eigentumswechseln den Förderdienst. Sie sind heute noch bei der Wachtlbahn als Ellok 4 und 5 im Einsatz vorhanden.

## Geschichte

### Rheinbraun
Bestellt wurden die Lokomotiven von der Braunkohlen- und Brikett-Industrie AG Heidelberg für die Gewerkschaft Gustav in Dettingen. Da der Förderbetrieb dort zum Zeitpunkt der Auslieferung der Lokomotiven bereits eingestellt war, wurden diese Rheinbraun für die Roddergrube zugewiesen. Die Betriebsnummern 43, 55 und 57–59 für die BBC-Fabriknummern 5079, 5082, 5084–5086 sind eindeutig, bei der BBC 5083 ist die erste Betriebsnummer nicht geklärt (entweder 51 oder 56). Von Rheinbraun erhielten die Lokomotiven die Nummern 1021 (5079), 1022 (5083), 1081 (5082) und 1082–1084 (5084–5086).

### Nachkriegsgeschichte
Ende 1965 waren alle Lokomotiven abgestellt und wurden ausgemustert. Es gelang, die Lokomotiven BBC 5082 und BBC 5084 an die Heidelberger Zement AG zu verkaufen, die die Lokomotiven für die Steinbruchbahn in Kiefersfelden benötigte und mit den Nummern 1 und 2 bezeichnete. Durch mehrere Umstrukturierungen haben die Lokomotiven seit 1990 die Bezeichnungen 4 und 5 erhalten. Beide Fahrzeuge sind bei der Museumseisenbahn Wachtlbahn eingestellt, die seit 2014 als alleiniger Betreiber der Bahnlinie ist. Diese ist jedoch seit 2017 stillgelegt.

## Technik
Die Lokomotiven sind Tagebaulokomotiven mit tief liegendem Führerhaus und zwei Vorbauten. Sie sind in der Höhe sehr gedrungen. Der mechanische Teil ist eine Nietkonstruktion mit Mittelpufferkupplungen, die an den Drehgestellen befestigt waren. Die Konstruktion der ehemaligen Mittelpufferkupplung mit zwei gefederten Halterungen ist heute noch zu sehen. Für den späteren Einsatz und die heutige Verwendung erfolgte die Ausrüstung mit einer Scharfenbergkupplung sowie mit schmäleren Vorsätzen und Dachaufbauten zum Unterbringen der Elektrik. Es kann vermutet werden, dass beim Verkauf an die HZAG nur noch ein Stromabnehmer vorhanden war.
Die Antriebsmotoren in Tatzlagerbauart sind fremdbelüftet. Je Vorbau besitzen die Lokomotiven zwei Lüfter mit je zwei Luftschächten für die Kühlung der Fahrmotoren und der elektrischen Anlage.
Die elektrische Ausrüstung stammt von BBC und besteht aus Gleichstromtechnik, wo über die elektrische Spannung von der Fahrleitung über den zentral gelegenen Nockenfahrschalter mit der Widerstandssteuerung die elektrischen Fahrmotoren angetrieben werden, die als Reihenschlussmaschinen ausgeführt sind. Die Druckluft für die Druckluftbremse wird von zwei Kompressoren erzeugt, elektromechanische Schütze schalten die Hilfsbetriebmotoren. Die Steuer- und Beleuchtungsspannung beträgt 24 V.